# Camillo Fraschetti
Camillo Fraschetti (Roma, 7 aprile 1854 – Roma, 9 settembre 1944) è stato un ingegnere, dirigente d'azienda e politico italiano.

## Biografia
Era nipote del senatore Giuseppe Piacentini; egli stesso subentrò nel seggio al Senato del Regno per nomina regia.
Per circa un trentennio fu presidente del consiglio superiore della Banca d'Italia.